# Popularizmus
A popularizmus (olaszul popolarismo) politikai doktrina, amelyet Don Luigi Sturzo fektetett le, és amely az Olasz Néppárt, majd a Kereszténydemokrácia (Democrazia Cristiana) nevű párt működésének ideológiai alapja volt. Kereszténydemokrata és centrista iskola, amely különbözik a kereszténybaloldali és a szociálkonzervatív gondolkodástól.
Az 1924-ben alakult francia Populáris Demokrata Pártot is Sturzo és pártja popularizmusa inspirálta ideológiai értelemben.

## Fordítás
Ez a szócikk részben vagy egészben  a   Popolarismo című angol Wikipédia-szócikk ezen változatának fordításán alapul.  Az eredeti cikk szerkesztőit annak laptörténete sorolja fel. Ez a jelzés csupán a megfogalmazás eredetét és a szerzői jogokat jelzi, nem szolgál a cikkben szereplő információk forrásmegjelöléseként.